# Michelle Williams (actrice)
Pour les articles homonymes, voir Michelle Williams et Williams.
Michelle Williams [mɪˈʃɛl ˈwɪljəms],  née le 9 septembre 1980 à Kalispell, dans le Montana, est une actrice américaine.
À la fin des années 1990, elle accède à la célébrité en incarnant l'adolescente à problèmes Jennifer Lindley dans la série télévisée Dawson. En 2000 elle fait ses premières pas au cinéma dans divers projets indépendants puis confirme son statut de jeune première du cinéma américain avec Le Secret de Brokeback Mountain aux côtés de son ex-compagnon et acteur Heath Ledger. Pour son rôle dans le film elle décroche sa première nomination aux Oscars en 2006 dans la catégorie meilleure actrice dans un second rôle.
Elle entame alors une ascension médiatique à partir des deux décennies suivantes, tournant tour à tour dans le thriller Shutter Island (2010) de Martin Scorsese, le film d'aventure Le Monde fantastique d'Oz (2013) de Sam Raimi ou encore la comédie musicale The Greatest Showman (2017) de Michael Gracey. Ces films sont tous des succès commerciaux. En parallèle, Michelle Williams s'affirme comme une personnalité importante du cinéma indépendant américain grâce au biopic My Week with Marilyn qui lui vaut une nomination à l'Oscar de la meilleure actrice, la romance Blue Valentine (2010), Manchester by the Sea (2016), de Kenneth Lonergan et dernièrement dans le film autobiographique The Fabelmans (2022) de Steven Spielberg — les deux derniers lui valent une nomination à l’Oscar de la meilleure actrice dans un second rôle.
Elle obtient un Golden Globe de la meilleure actrice dans une mini-série pour son rôle de la chorégraphe Gwen Verdon dans la série Fosse/Verdon.

## Biographie

### Jeunesse et formation
Michelle Ingrid Williams née dans le Montana. Elle a une petite sœur, Paige, un demi-frère et deux demi-sœurs. C'est son père Larry qui lui donne le goût de la lecture et des voyages : « Tandis que je grandissais, il est plutôt devenu mon meilleur ami. Il m'a enseigné la lecture, m'a appris à aimer les livres ainsi que les voyages et à être indépendante »[réf. nécessaire]. Par la suite, la famille Williams s'installe à San Diego en Californie.
C'est à l'âge de 10 ans que Michelle Williams se passionne pour le théâtre, elle sait qu'elle fera de la comédie son métier dès lors qu'elle assiste à une représentation de Tom Sawyer. Rapidement Larry la conduit à Los Angeles où elle passe un grand nombre d'auditions. À l'âge de 15 ans, Michelle Williams décide de quitter l'école pour se consacrer pleinement à sa carrière d'actrice, elle prend des cours par correspondance et passe son bac de façon accélérée avec deux ans d'avance.
Ensuite, elle demande l'émancipation, quitte le logis familial pour vivre à Los Angeles où elle enchaîne les auditions. C'est une période difficile pour la jeune femme qui vit seule avec un faible revenu. Personne n'est présent pour la guider. À ce sujet, elle dit d'elle-même qu'elle n'était pas prête à vivre de cette manière.

### Débuts et révélation télévisuelle (années 1990)
Michelle Williams commence sa carrière à la télévision, avec de petits rôles dans des séries telles qu’Alerte à Malibu, Notre belle famille et Papa bricole. Elle tourne dans son premier film en 1994, Lassie : Des amis pour la vie, où elle incarne le rôle d'April Porter, suivi en 1995 de La Mutante aux côtés de Natasha Henstridge.
Puis elle décroche des rôles successivement dans Secrets avec Michelle Pfeiffer et Halloween, 20 ans après (Halloween H20: 20 Years Later) aux côtés de Jamie Lee Curtis.
Tout juste un an après, elle décroche le rôle principal de l'adolescente perturbée Jen Lindley dans Dawson. À cette période, elle ne croyait que peu au futur succès de la série, pensant que l'épisode de présentation ne serait qu'un pilote sur lequel personne ne s'attarderait. Mais la série est un immense succès populaire, et elle y apparait durant ses six saisons dans le rôle d’une lycéenne en pleine crise existentielle.
Parallèlement, elle tourne peu, et tente de s'extirper des productions pour adolescents: après deux comédies légères, mais subversives, en 1999 - But I'm a Cheerleader, de Jamie Babbit, et le salué Dick : Les Coulisses de la présidence, d'Andrew Fleming et en 2000, le très commercial If These Walls Could Talk 2, de Jane Anderson, elle se tourne vers le cinéma indépendant : elle est à l'affiche de Prozac Nation d'Erik Skjoldbjærg, en 2001, puis surtout de la comédie dramatique Me Without You, de Sandra Goldbacher, son premier succès critique.

### Percée dans le cinéma indépendant (années 2000)
À la fin de Dawson's Creek, la comédienne continue sur cette lancée, se tournant vers des productions indépendantes, notamment les drames Prozac Nation face à Christina Ricci ou encore Imaginary Heroes avec Sigourney Weaver. En 2003, elle tourne dans la comédie dramatique à petit budget The Station Agent. Le film est acclamé par la critique, et tous les acteurs sont nommés aux Screen Actors Guild Awards, dans la catégorie meilleure distribution. Cette distinction lui donne accès à de grands cinéastes.
En 2004, elle est dirigée par Wim Wenders dans le drame Land of Plenty, puis est choisie par Ang Lee pour le premier rôle féminin de son prochain projet : le rôle d'Alma, une femme trompée par son mari dans Le Secret de Brokeback Mountain. Ce long-métrage, sur lequel elle rencontre Heath Ledger, est celui de la reconnaissance de son travail. Elle est nommée à plusieurs reprises dans la catégorie meilleur second rôle féminin, pour de prestigieuses récompenses telles que les Golden Globes, les BAFTA Awards et les Oscars du cinéma. Elle emporte également un Critic's Choice Award. Sur un plan personnel, le 28 octobre 2005, naît sa fille Matilda Rose Ledger, dont les parrains sont Jake Gyllenhaal et Busy Philipps.
Si en 2005, The Baxter, de Michael Showalter, passe inaperçu, comme Dressé pour vivre, de Julian Goldberger, l'année suivante, elle fait partie de la distribution de stars réunies par Todd Haynes pour le décalé et acclamé I'm Not There, en 2007.
L'année 2008 est marquée par la sortie de plusieurs films : si le thriller psychologique Manipulation, de Marcel Langenegger, est un flop, elle brille dans le drame Wendy et Lucy, de Kelly Reichardt, et fait partie du prestigieux casting de l'original et acclamé Synecdoche, New York, écrit et réalisé par Charlie Kaufman.
Après une excursion dans le cinéma européen en 2009, pour la comédie dramatique Love Away de Lukas Moodysson, elle enchaîne avec une série de projets hollywoodiens qui la consacrent parmi les actrices les plus courtisées de son époque.
En 2009, Michelle Williams tourne dans Greed avec Natalie Portman. Il s'agit d'une fausse publicité réalisée par Roman Polanski.

### Confirmation critique et commerciale (années 2010)

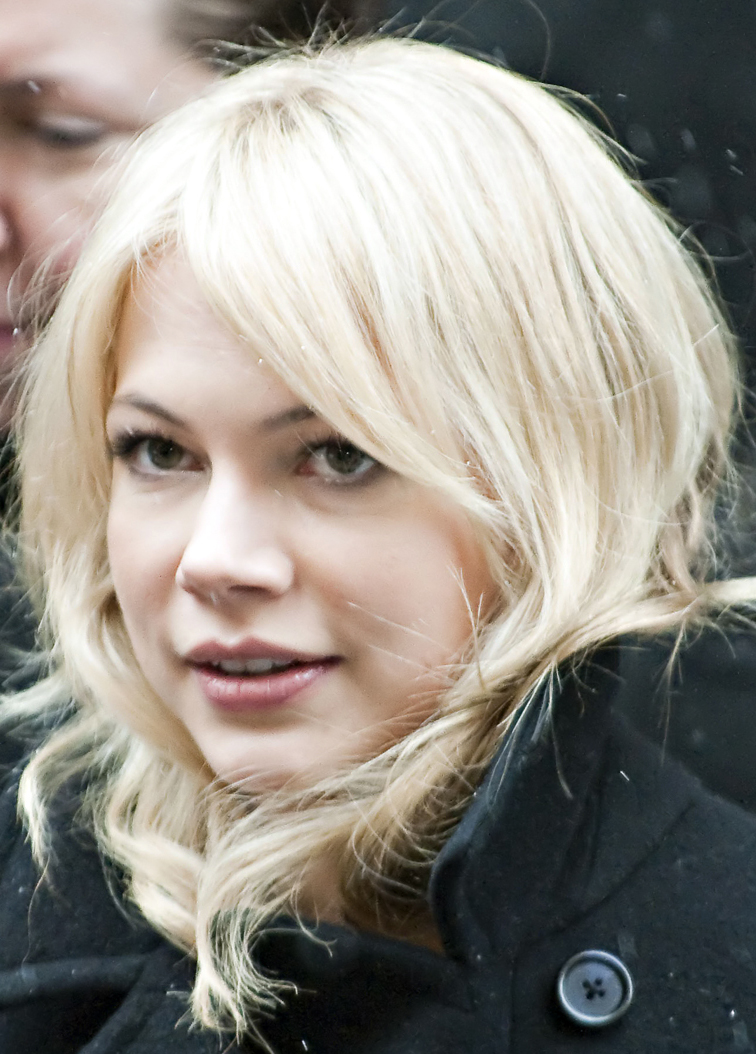
À la Berlinale 2010, pour la présentation de Shutter Island.

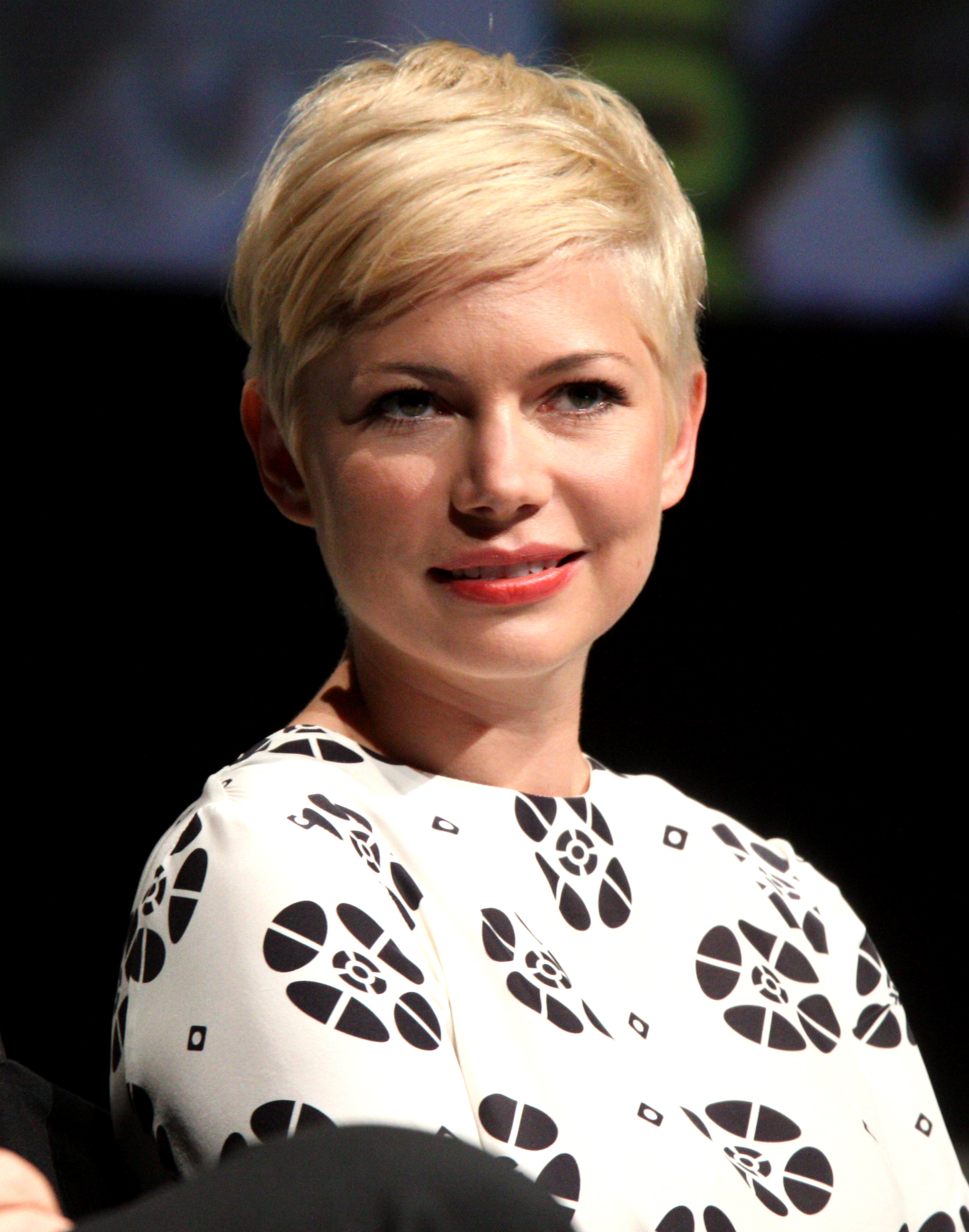
L'actrice au Comic-Con 2012, pour la promotion de Le Monde fantastique d'Oz.

En 2010, elle participe à sa première grosse production, le thriller néo-noir Shutter Island, de Martin Scorsese, où elle donne la réplique à la star Leonardo DiCaprio. Mais c'est surtout son travail dans le drame sentimental indépendant Blue Valentine, écrit et réalisé par Derek Cianfrance, sur lequel elle officie aussi en tant que productrice exécutive. Le 14 décembre 2010, elle est nommée aux Golden Globes et aux Oscars dans la catégorie meilleure actrice pour sa performance tourmentée.
En 2011, elle confirme son statut de star en prêtant ses traits à Marilyn Monroe dans le biopic My Week with Marilyn, de Simon Curtis, aux côtés de Eddie Redmayne, Kenneth Branagh, Judi Dench et Dominic Cooper. Ce rôle lui vaut plusieurs nominations et récompenses.
La même année, elle porte deux projets de deux réalisatrices : le western indépendant La Dernière Piste, de Kelly Reichardt, puis la comédie dramatique Take This Waltz, écrite et réalisée par Sarah Polley.
En 2013, elle est à l'affiche pour la première fois d'un véritable blockbuster, avec Le Monde fantastique d'Oz, produit par les studios Disney et réalisé par Sam Raimi. Elle y joue aux côtés de James Franco, Rachel Weisz et Mila Kunis le personnage de la bonne sorcière Glinda. Le film est à ce jour et de loin son plus gros succès au niveau mondial avec près de 500 millions de dollars récoltés. Une suite est programmée, mais sans le cinéaste. Le projet est finalement abandonné à la faveur d'une adaptation de Wicked, autre spin-off inspiré du Magicien d'Oz. C'est cette fois la chanteuse Ariana Grande qui succède à Williams dans son rôle.
Profitant de cette forte visibilité médiatique, elle devient cette même année l’égérie de la marque Louis Vuitton pour sa collection de sacs à main. En 2014, elle retourne en Europe pour le drame historique Suite française, de Saul Dibb, et en 2016, reviendra pour Certain Women, de Kelly Reichardt, qui sera cette fois mené par Kristen Stewart ; et le drame Manchester by the Sea, écrit et réalisé par Kenneth Lonergan, où elle aura pour partenaire Casey Affleck, acclamé par la critique.
Elle s'oriente ensuite vers des projets plus commerciaux : en 2017, elle rejoint la large distribution réunie autour d'Hugh Jackman pour la comédie musicale plébiscitée par la critique, The Greatest Showman, qui est un triomphe, en ramassant plus de 435 millions de dollars, au niveau mondial.
En 2018, elle joue dans la nouvelle comédie portée par Amy Schumer, I Feel Pretty. Elle y joue l'impitoyable patronne de l'héroïne, aux côtés de Emily Ratajkowski, Busy Philipps et Naomi Campbell.
La même année, elle se lance aussi dans le film de super-héros en tournant Venom, où elle prête ses traits à Anne Weying (en), face à Tom Hardy dans le rôle-titre. Le film reçoit des mauvaises critiques, mais récolte plus de 855 millions de dollars de recettes mondiales,.
En janvier 2019, alors qu'elle présente le drame indépendant Après le mariage (After the Wedding), avec Julianne Moore, au Festival de Sundance, elle déclare en interview n'avoir rien compris à Venom et l'avoir tourné uniquement pour l'argent.
La même année, elle fait son grand retour à la télévision en partageant l'affiche de la mini-série Fosse/Verdon avec Sam Rockwell. Les deux acteurs incarnent le couple de chorégraphes formé par Bob Fosse et Gwen Verdon.
En 2021, elle repart pour le second volet du blockbuster de Marvel : Venom: Let There Be Carnage. Le récit obtient des critiques mitigées, mais est  un succès au box-office avec plus de 506.8 millions de dollars.
Elle poursuit en 2022 en tant qu’actrice principal dans la comédie dramatique Showing Up. Il est présenté au festival de Cannes 2022 où il est nommé pour la Palme d’or.
La même année, elle est l’un des rôles principaux du drame The Fabelmans de Steven Spielberg,. Il s'inspire de la propre jeunesse du cinéaste, lequel a participé à la rédaction du scénario. Le film est présenté en avant-première au festival international du film de Toronto 2022 où il remporte le Prix du public. En France, une avant-première est organisée au Festival Lumière,. Lors de la 80e cérémonie des Golden Globes, il remporte le prix du meilleur film dramatique, ainsi que celui du meilleur réalisateur pour Spielberg. C'est cependant un échec commercial avec 45,6 millions de dollars récoltés pour un bdget de 40 millions.

## Vie privée
Michelle Williams a partagé la vie de l'acteur australien Heath Ledger pendant trois ans. Le couple s'est rencontré en 2004 sur le tournage du film Le Secret de Brokeback Mountain. Ensemble, ils ont eu une fille, Matilda (née le 28 octobre 2005) — dont les acteurs Jake Gyllenhaal et Busy Philipps sont les parrain et marraine. Ledger est mort d'une overdose accidentelle de médicaments le 22 janvier 2008.
Par la suite, elle a vécu avec le réalisateur américain Spike Jonze, l'acteur  Jason Segel et l'artiste contemporain Dustin Yellin.
En 2018, elle épouse le musicien Phil Elverum (en). Le couple se sépare l'année suivante après un an de mariage.
Depuis 2019, elle partage la vie de Thomas Kail, un directeur de théâtre travaillant dans des productions de Broadway. Le couple est fiancé et a accueilli en 2020, un petit garçon prénomme Hart. En mai 2022, elle annonce par le biais du magazine Variety attendre son troisième enfant.
En avril 2025, elle annonce l'arrivée de son 4eme enfant, né par mère porteuse.

## Filmographie

### Cinéma

#### Années 1990
- 1994 : Lassie : Des amis pour la vie (Lassie) de Daniel Petrie : April Potter
- 1995 : Timemaster (en) de James Glickenhaus : Annie
- 1995 : La Mutante (Species) de Roger Donaldson : Sil jeune
- 1997 : Secrets (A Thousand Acres) de Jocelyn Moorhouse : Pammy
- 1998 : Halloween, 20 ans après (Halloween H20: 20 Years Later) de Steve Miner : Molly Cartwell
- 1999 : But I'm a Cheerleader de Jamie Babbit : Kimberly
- 1999 : Dick : Les Coulisses de la présidence (Dick) d'Andrew Fleming : Arlène Lorenzo
- 2000 : Sex Revelations (If These Walls Could Talk 2) de Jane Anderson : Linda

#### Années 2000
- 2000 : Me Without You de Sandra Goldbacher : Holly
- 2001 : Prozac Nation d'Erik Skjoldbjærg : Ruby
- 2003 : Imaginary Heroes de Dan Harris : Penny Travis
- 2003 : A Hole in One (en) de Richard Leeds : Anna Watson
- 2003 : The United States of Leland de Matthew Ryan Hoge : Julie Pollard
- 2003 : The Station Agent de Thomas McCarthy : Emily
- 2004 : Land of Plenty de Wim Wenders : Lana
- 2005 : The Baxter de Michael Showalter : Cecil Mills
- 2005 : Le Secret de Brokeback Mountain (Brokeback Mountain) d'Ang Lee : Alma Del Mar
- 2006 : Dressé pour vivre (The Hawk Is Dying) de Julian Goldberger : Betty
- 2007 : I'm Not There de Todd Haynes : Coco Rivington
- 2008 : Manipulation (Deception) de Marcel Langenegger : S
- 2008 : Incendiary de Sharon Maguire : Une jeune mère
- 2008 : Wendy et Lucy de Kelly Reichardt : Wendy
- 2008 : Synecdoche, New York de Charlie Kaufman : Claire Keen
- 2009 : Mammoth de Lukas Moodysson : Ellen Vidales

#### Années 2010
- 2010 : Shutter Island de Martin Scorsese : Dolorès Chanal
- 2010 : Blue Valentine de Derek Cianfrance : Cindy
- 2011 : My Week with Marilyn de Simon Curtis : Marilyn Monroe
- 2011 : La Dernière Piste de Kelly Reichardt : Emily Tetherow
- 2011 : Take This Waltz de Sarah Polley : Margot
- 2013 : Le Monde fantastique d'Oz (Oz the Great and Powerful) de Sam Raimi : Glinda, la bonne sorcière du Sud
- 2014 : Suite française de Saul Dibb : Lucille Angellier
- 2016 : Manchester by the Sea de Kenneth Lonergan : Randi
- 2016 : Certaines femmes (Certain Women) de Kelly Reichardt : Gina Lewis
- 2017 : Le Musée des merveilles (Wonderstruck) de Todd Haynes : Elaine
- 2017 : The Greatest Showman de Michael Gracey : Charity Barnum
- 2017 : Tout l'argent du monde (All the Money in the World) de Ridley Scott : Gail Harris
- 2018 : Venom de Ruben Fleischer : Anne Weying
- 2018 : I Feel Pretty (I Feel Pretty) de Abby Kohn (en) et Marc Silverstein (en) : Avery LeClaire
- 2019 : Après le mariage (After the Wedding) de Bart Freundlich : Isabel Andersen

#### Années 2020
- 2021 : Venom: Let There Be Carnage d'Andy Serkis : Anne Weying
- 2022 : Showing Up de Kelly Reichardt : Lizzie
- 2022 : The Fabelmans de Steven Spielberg : Mitzi Schildkraut-Fabelman

### Télévision
- 1993 : Alerte à Malibu (Baywatch) : Bridget Bowers
- 1994 : Notre belle famille (Step by Step) : J.J.
- 1994 : Papa bricole (Home Improvement) : Jessica Lutz
- 1995 : Raising Caines : Trish Caines
- 1996 : Omission (My Son Is Innocent) : Donna
- 1997 : Prise d'otage sanglante (en) (Killing Mr Griffin) : Maya
- 1998-2003 : Dawson (Dawson's Creek) : Jennifer Lindley
- 2019 : Fosse/Verdon, série : Gwen Verdon
- 2025 : Dying for Sex : Molly Kochan

## Théâtre
- 2014 : Cabaret, Broadway Theatre[31]

## Voix francophones
En France, Valérie Siclay,, est la voix régulière de l’actrice.
Au Québec, Pascale Montreuil est la voix régulière de l’actrice.
En France
| - Valérie Siclay, dans : - Dawson (série télévisée) - Dick : Les Coulisses de la présidence - The United States of Leland - Le Monde fantastique d'Oz - Le Musée des Merveilles - Tout l'argent du monde - The Greatest Showman - I Feel Pretty - Venom - Fosse/Verdon (série télévisée) - Après le mariage - Venom: Let There Be Carnage - The Fabelmans - Chloé Berthier dans : - Land of Plenty - Synecdoche, New York | Et aussi - Alexandra Garijo dans Lassie : Des amis pour la vie - Barbara Delsol dans Halloween, 20 ans après - Julie Sicard dans Le Secret de Brokeback Mountain, - Vanina Pradier dans Manipulation - Élisabeth Ventura dans Shutter Island, - Anne Le Guernec dans My Week with Marilyn - Anna Sigalevitch dans Suite française - Laetitia Coryn dans Manchester by the Sea - Marie-Eugénie Maréchal dans Dying for Sex (mini-série) |

Au Québec
| - Pascale Montreuil dans : - Souvenirs de Brokeback Mountain - Blue Valentine : Une histoire d'amour - Une semaine avec Marilyn - Tout l'argent du monde - Venom - Venom : Ça va être un carnage - Les Fabelman - Kim Jalabert dans : - Oz le magnifique - Le Maître de la scène | Et aussi - Aline Pinsonneault dans Lassie : Des amis pour la vie - Christine Bellier dans Halloween H20 : 20 ans plus tard - Karine Vanasse dans Le bon perdant - Camille Cyr-Desmarais dans Tromperie - Julie Beauchemin dans Take This Waltz, une histoire d'amour - Annie Girard dans Moi, belle et jolie |